# Challenger Concepción 2025 - Doppio
Il doppio del torneo di tennis professionistico Challenger Concepción 2025, facente parte della categoria Challenger 75 nell'ambito dell'ATP Challenger Tour 2025, si è giocato dal 24 al 30 marzo a Concepción, in Cile. Tra le coppie partecipanti erano presenti Seita Watanabe e Takeru Yuzuki, i detentori del titolo ma sono stati sconfitti in finale.
In finale Vasil Kirkov e Matías Soto hanno sconfitto Seita Watanabe e Takeru Yuzuki con il punteggio di 6–2, 6–4.

## Teste di serie
1. Vasil Kirkov /  Matías Soto (campioni)
2. Boris Arias /  Federico Zeballos (primo turno)

1. Seita Watanabe /  Takeru Yuzuki (finale)
2. Luís Britto /  Daniel Dutra da Silva (semifinale)

## Wildcard
1. Milledge Cossu /  Amador Salazar (primo turno)

1. Alejandro Bancalari /  Marcelo Tomás Barrios Vera (primo turno)

## Tabellone

### Legenda
| - Q = Qualificato - WC = Wild card - LL = Lucky loser | - ALT = Alternate - SE = Special Exempt - PR = Protected Ranking | - w/o = Walkover - r = Ritirato - d = Squalificato |

|  | Primo turno | Primo turno                           | Primo turno                           | Primo turno | Primo turno |  |  | Quarti di finale | Quarti di finale                      | Quarti di finale                      | Quarti di finale          | Quarti di finale          |    |   | Semifinali | Semifinali               | Semifinali               | Semifinali                   | Semifinali                   |   |   | Finale | Finale | Finale | Finale | Finale |  |
|  |             |                                       |                                       |             |             |  |  |                  |                                       |                                       |                           |                           |    |   |            |                          |                          |                              |                              |   |   |        |        |        |        |        |  |
|  | 1           | V Kirkov M Soto                       | V Kirkov M Soto                       | 6           | 6           |  |  |                  |                                       |                                       |                           |                           |    |   |            |                          |                          |                              |                              |   |   |        |        |        |        |        |  |
|  |             | V Orlov PA Saraiva dos Santos         | V Orlov PA Saraiva dos Santos         | 2           | 1           |  |  | 1                | V Kirkov M Soto                       | V Kirkov M Soto                       | 6                         | 6                         |    |   |            |                          |                          |                              |                              |   |   |        |        |        |        |        |  |
|  |             | A Huertas del Pino C Huertas del Pino | A Huertas del Pino C Huertas del Pino | 79          | 6           |  |  |                  | A Huertas del Pino C Huertas del Pino | A Huertas del Pino C Huertas del Pino | 3                         | 4                         |    |   |            |                          |                          |                              |                              |   |   |        |        |        |        |        |  |
|  |             | H Casanova A Collarini                | H Casanova A Collarini                | 67          | 2           |  |  |                  |                                       |                                       |                           |                           |    |   | 1          | V Kirkov M Soto          | V Kirkov M Soto          | 7                            | 7                            |   |   |        |        |        |        |        |  |
|  | 4           | L Britto D Dutra da Silva             | L Britto D Dutra da Silva             | 6           | 7           |  |  |                  |                                       | 4                                     | L Britto D Dutra da Silva | L Britto D Dutra da Silva | 65 | 5 |            |                          |                          |                              |                              |   |   |        |        |        |        |        |  |
|  |             | R Bertola R Olivo                     | R Bertola R Olivo                     | 2           | 5           |  |  | 4                | L Britto D Dutra da Silva             | L Britto D Dutra da Silva             | 6                         | 6                         |    |   |            |                          |                          |                              |                              |   |   |        |        |        |        |        |  |
|  |             | V Basel C Rodríguez                   | 4                                     | 6           | [10]        |  |  |                  | V Basel C Rodríguez                   | V Basel C Rodríguez                   | 4                         | 3                         |    |   |            |                          |                          |                              |                              |   |   |        |        |        |        |        |  |
|  | WC          | M Cossu A Salazar                     | 6                                     | 3           | [5]         |  |  |                  |                                       |                                       |                           |                           |    |   | 1          | Vasil Kirkov Matías Soto | Vasil Kirkov Matías Soto | 6                            | 6                            |   |   |        |        |        |        |        |  |
|  |             | L Aboian V Aboian                     | L Aboian V Aboian                     | 6           | 6           |  |  |                  |                                       |                                       |                           |                           |    |   |            |                          | 3                        | Seita Watanabe Takeru Yuzuki | Seita Watanabe Takeru Yuzuki | 2 | 4 |        |        |        |        |        |  |
|  | WC          | A Bancalari T Barrios Vera            | A Bancalari T Barrios Vera            | 2           | 4           |  |  |                  | L Aboian V Aboian                     | L Aboian V Aboian                     | 4                         | 3                         |    |   |            |                          |                          |                              |                              |   |   |        |        |        |        |        |  |
|  |             | I Carou JB Torres                     | I Carou JB Torres                     | 63          | 3           |  |  | 3                | S Watanabe T Yuzuki                   | S Watanabe T Yuzuki                   | 6                         | 6                         |    |   |            |                          |                          |                              |                              |   |   |        |        |        |        |        |  |
|  | 3           | S Watanabe T Yuzuki                   | S Watanabe T Yuzuki                   | 7           | 6           |  |  |                  |                                       |                                       |                           |                           |    |   | 3          | S Watanabe T Yuzuki      | S Watanabe T Yuzuki      | 6                            | 6                            |   |   |        |        |        |        |        |  |
|  |             | E Couacaud G Roveri Sidney            | E Couacaud G Roveri Sidney            | 4           | 64          |  |  |                  |                                       |                                       | GI Justo F Mena           | GI Justo F Mena           | 1  | 2 |            |                          |                          |                              |                              |   |   |        |        |        |        |        |  |
|  |             | A Urrea G Villanueva                  | A Urrea G Villanueva                  | 6           | 7           |  |  |                  | A Urrea G Villanueva                  | 6                                     | 2                         | [2]                       |    |   |            |                          |                          |                              |                              |   |   |        |        |        |        |        |  |
|  |             | GI Justo F Mena                       | 5                                     | 6           | [16]        |  |  |                  | GI Justo F Mena                       | 0                                     | 6                         | [10]                      |    |   |            |                          |                          |                              |                              |   |   |        |        |        |        |        |  |
|  | 2           | B Arias F Zeballos                    | 7                                     | 3           | [14]        |  |  |                  |                                       |                                       |                           |                           |    |   |            |                          |                          |                              |                              |   |   |        |        |        |        |        |  |